# FK 리테리아이
FK 리테리아이(Futbolo Klubas Riteriai)는 빌뉴스를 연고로 하는 리투아니아의 축구 클럽이다. 2005년에 FK 트라카이라는 이름으로 창단하였고, 2019년에 현재의 이름으로 개명하였다. 현재는 A리가에 참가하고 있다.

### 국내 대회 성적
| 시즌 | 순위 | @     |
| ---- | ---- | ----- |
| 2019 | 3위  | [ 3 ] |
| 2020 | 6위  | [ 4 ] |
| 2021 | 6위  | [ 5 ] |
| 2022 | 5위  | [ 6 ] |
| 2023 | 10위 | [ 7 ] |

## 선수 명단

### 현역
- 아르만타스 비트카우스카스(2021 ~ )

## 역대 감독
| 감독                    | 임기 |
| ----------------------- | ---- |
| 에드가라스 양카우스카스 | 2014 |